# Chris Evans (Eishockeyspieler)
Christopher Bruce „Chris“ Evans (* 14. September 1946 in Toronto, Ontario; † 9. Mai 2000 in Phoenix, Arizona, USA) war ein deutsch-kanadischer Eishockeyspieler, der im Verlauf seiner aktiven Karriere zwischen 1966 und 1981 unter anderem 253 Spiele für die Toronto Maple Leafs, Buffalo Sabres, St. Louis Blues, Detroit Red Wings und Kansas City Scouts in der National Hockey League (NHL) sowie 214 weitere für die Calgary Cowboys, Birmingham Bulls und Nordiques de Québec in der World Hockey Association (WHA) auf der Position des Verteidigers bestritten hat.

## Karriere
Evans verbrachte seine Juniorenzeit zwischen 1966 und 1968 bei den Toronto Marlboros in der Ontario Hockey Association (OHA), nachdem er im Jahr zuvor bei den Markham Waxers in der unterklassigen Metro Junior A Hockey League (MetJHL) aufgelaufen war. Gleich in seinem Rookiejahr mit den Marlboros gewann der Verteidiger in der Spielzeit 1966/67 das Double bestehend aus dem J. Ross Robertson Cup der OHA und dem Memorial Cup der gesamten Canadian Hockey League (CHL). Nach einer weiteren Saison bei den Junioren wechselte er schließlich zum Ende der Saison 1967/68 in den Profibereich, wo er zunächst einige Partien für die Tulsa Oilers in der Central (Professional) Hockey League (CHL/CPHL) absolvierte.
Mit Beginn der Spielzeit 1968/69 gehörte der Abwehrspieler fest zum Kader der Oilers. Nach seinem ersten kompletten Jahr im Profibereich wechselte er in die Western Hockey League, wo er eine Saison bei den Phoenix Roadrunners verweilte. Zudem bestritt er im Verlauf der Saison 1969/70 im Dezember 1969 zwei Einsätze für die Toronto Maple Leafs in der National Hockey League (NHL). Im Juni 1970 erfolgte für Evans ein abermaliger Wechsel, als er im Intra-League Draft von den St. Louis Blues aus der NHL ausgewählt wurde und die Roadrunners somit verlassen musste. Die Blues setzten den Kanadier im Verlauf der Saison 1970/71 bei ihrem CHL-Farmteam Kansas City Blues ein und verloren ihn im Juni 1970 im NHL Expansion Draft 1970 an die neu gegründeten Buffalo Sabres, ohne bis dahin ein NHL-Spiel für St. Louis absolviert zu haben. Mit dem Spieljahr 1971/72 beging der Defensivakteur seine erste komplette NHL-Saison, blieb aber nicht die gesamte Zeit davon in Buffalo. Im März 1972 holten ihn die Blues durch ein Transfergeschäft wieder zurück in ihre Organisation, als sie George Morrison und ein Zweitrunden-Wahlrecht im NHL Amateur Draft 1972 als Kompensation an die Sabres abgaben.
Bei den St. Louis Blues blieb Evans für das erste Mal seit langer Zeit wieder länger als ein Jahr in einem Franchise. er verbrachte eineinhalb Jahre als NHL-Stammspieler dort, ehe er im Februar 1974 mit Bryan Watson und Jean Hamel im Tausch für Ted Harris, Bill Collins und Garnet Bailey an die Detroit Red Wings abgegeben wurde. Nach 23 Einsätzen für die Red Wings fand der 28-Jährige über den NHL Expansion Draft 1974 mit den Kansas City Scouts aber erneut ein neues Team. Allerdings kam Evans auch dort nicht langfristig zum Zug und wurde nach nur zwei Spielen im Oktober 1974 gemeinsam mit einem Viertrunden-Wahlrecht im NHL Amateur Draft 1976 zurück nach St. Louis geschickt. Die Blues gaben im Gegenzug Larry Giroux nach Kansas City ab.
Nachdem Evans die Saison 1974/75 zwischen dem NHL-Kader der Blues und dem des Kooperationspartners Denver Spurs aus der CHL verbracht hatte, entschied er sich im August 1975 auf der Suche nach Kontinuität in die World Hockey Association (WHA) zu wechseln. diese war drei Jahre zuvor als Konkurrenz zur NHL gegründet worden. In der WHA hatten zunächst die New England Whalers seine Transferrechte seit dem WHA General Player Draft im Jahr 1972 gehalten, diese aber im August 1975 an die Calgary Cowboys verkauft. Für die Cowboys spielte der Verteidiger in den folgenden zwei Jahren, bis das Franchise den Spielbetrieb im Mai 1977 einstellte. Evans wechselte daraufhin als Free Agent zum Ligakonkurrenten Edmonton Oilers und wurde ohne jeden Spieleinsatz noch vor dem Beginn der Saison 1977/87 im September 1977 mit Pete Laframboise und Danny Arndt zu den Birmingham Bulls transferiert. Dafür wechselten Lou Nistico und Jeff Jacques nach Edmonton.
Nach lediglich zwölf Einsätzen endete Evans’ Vertragsverhältnis mit den Bulls jedoch schon wieder, als er über den Waiver zu den Nordiques de Québec gelangte, die darüber seinen Vertrag übernahmen. Nach der Spielzeit verließ der 32-Jährige nach drei Jahren die WHA und schloss sich für eine Saison den Phoenix Roadrunners aus der Pacific Hockey League (PHL) an. Im Sommer 1980 wurde er vom ECD Iserlohn aus der 2. Bundesliga verpflichtet, für den er wegen seines deutschen Passes nicht unter das Ausländerkontingent fiel. Da er allerdings nur enttäuschende Leistungen zeigte, wurde er noch während der Saison wieder freigestellt. Er absolvierte noch einige Partien für die Wichita Wind in der CHL, ehe er seine aktive Karriere beendete.
Evans verstarb im Mai 2000 im Alter von 53 Jahren in seiner Wahlheimat Phoenix im US-Bundesstaat Arizona.

## Erfolge und Auszeichnungen
- 1967 J.-Ross-Robertson-Cup-Gewinn mit den Toronto Marlboros
- 1967 Memorial-Cup-Gewinn mit den Toronto Marlboros
- 1979 PHL First All-Star Team

## Karrierestatistik
(Legende zur Spielerstatistik: Sp oder GP = absolvierte Spiele; T oder G = erzielte Tore; V oder A = erzielte Assists; Pkt oder Pts = erzielte Scorerpunkte; SM oder PIM = erhaltene Strafminuten; +/− = Plus/Minus-Bilanz; PP = erzielte Überzahltore; SH = erzielte Unterzahltore; GW = erzielte Siegtore; 1 Play-downs/Relegation; Kursiv: Statistik nicht vollständig)